# Hans Vilhelm Kaalund
Hans Vilhelm Kaalund (Copenaghen, 1818 – 1885) è stato uno scrittore danese.

## Biografia
Hans Vilhelm Kaalund è uno scrittore del romantico danese, in cui si avverte un deciso realismo, con suggestioni della mitologia nordica.

## Opere
- Favole per bambini (1845), con illustrazioni del pittore danese Johan Thomas Lundbye
- Una primavera (1858)
- Poesie postume (1885)